# Kastell Kapersburg

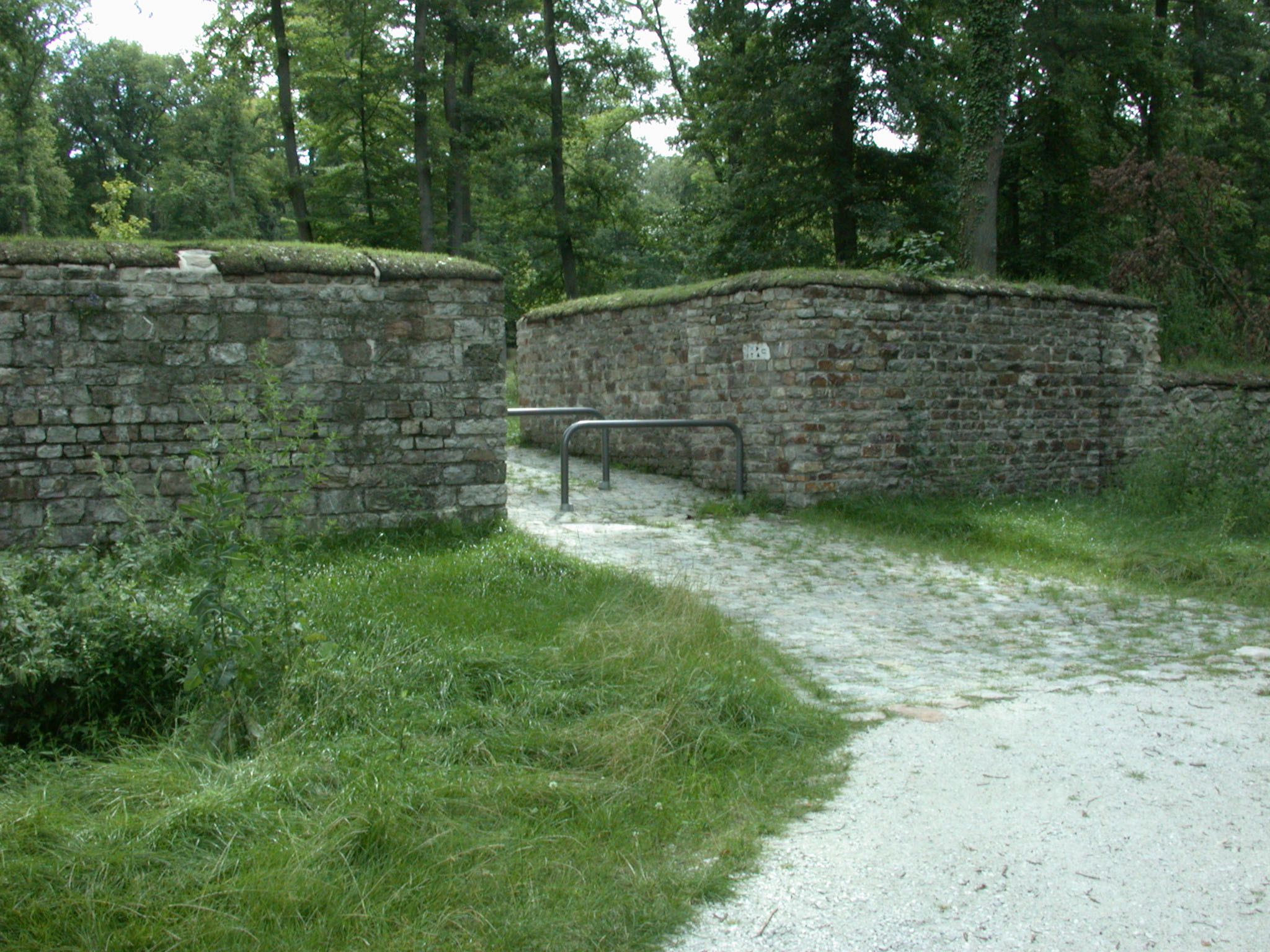
Westtor des Kastells

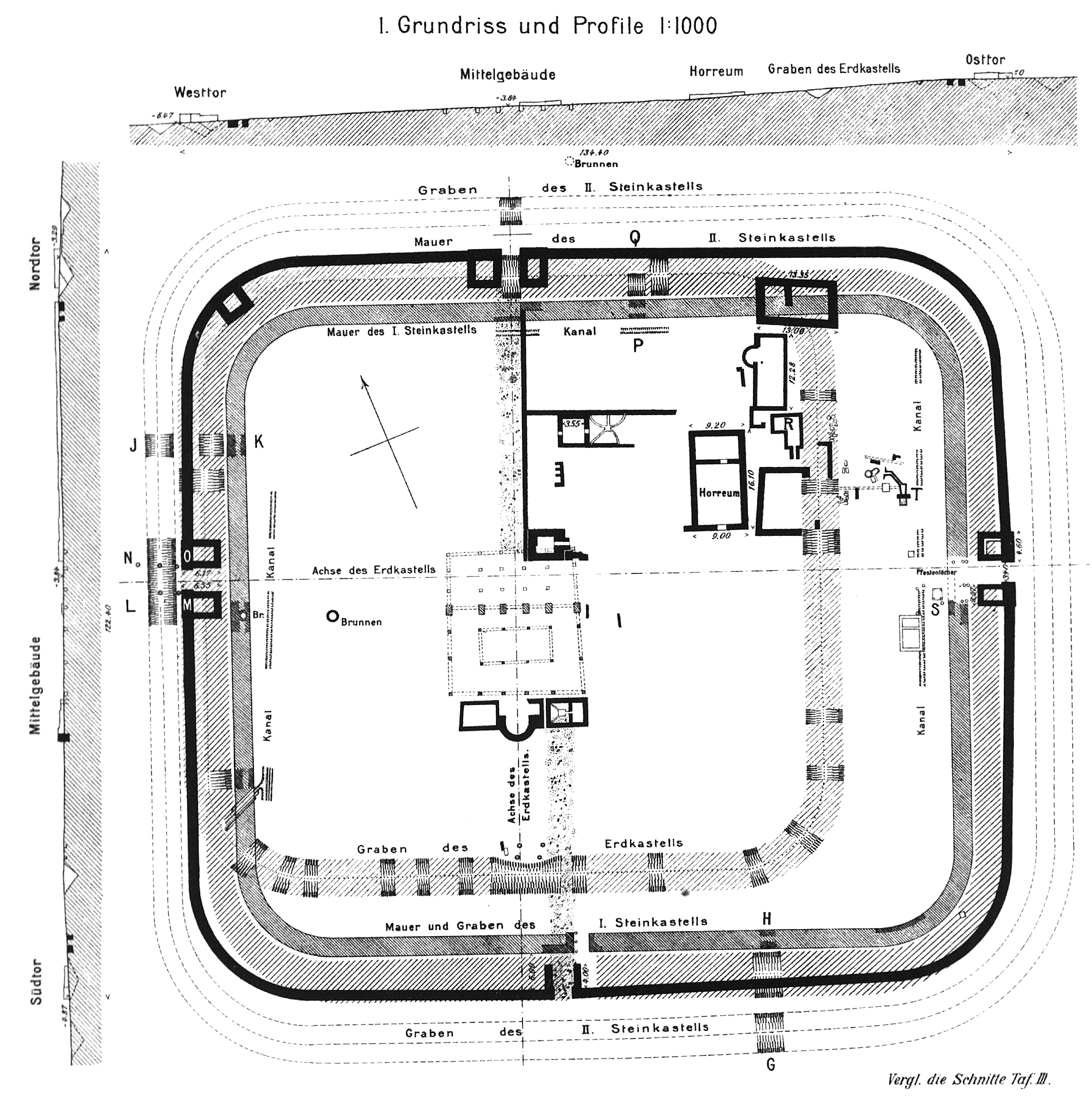
Grundrisse der verschiedenen Bauphasen

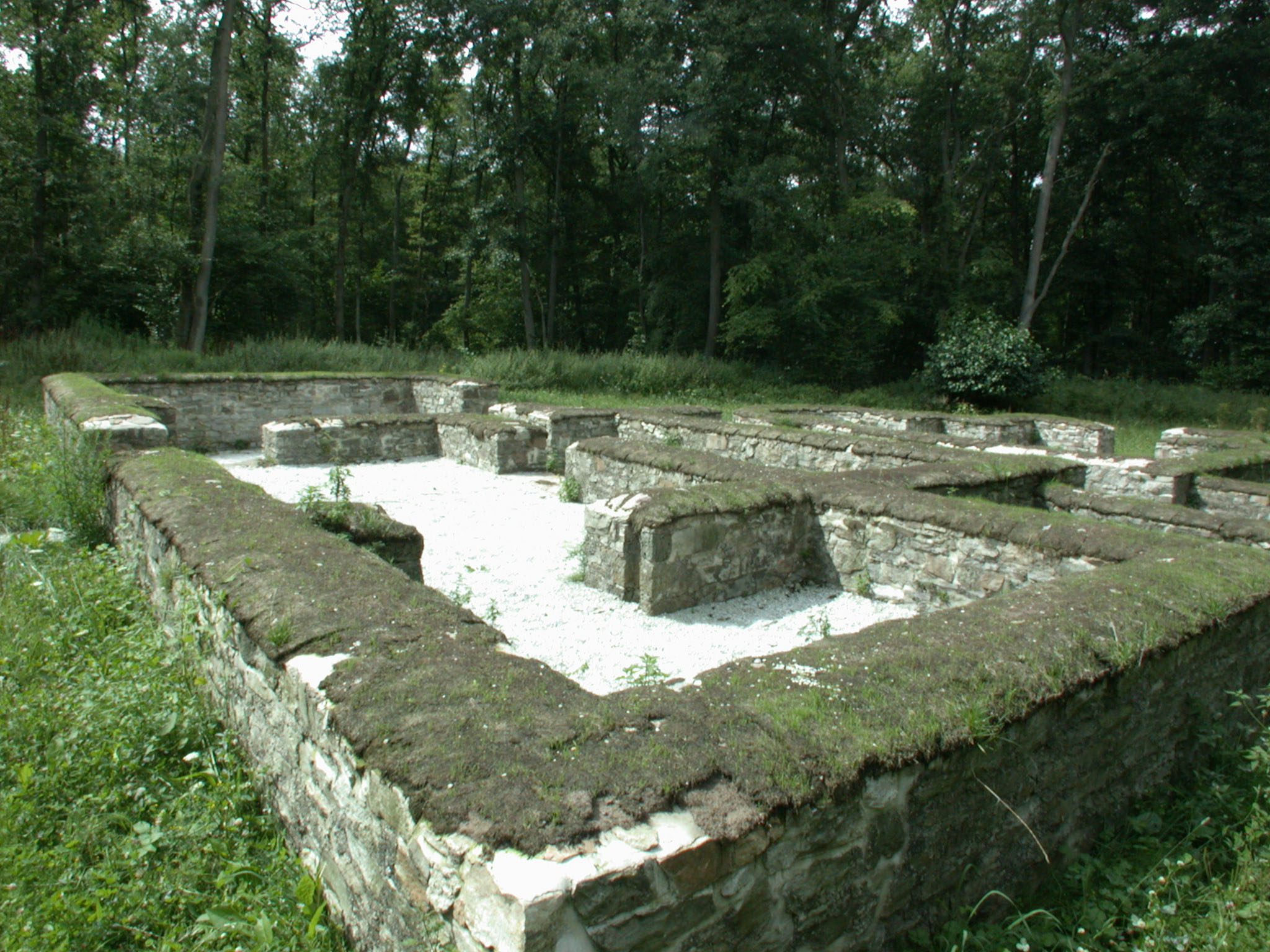
Kastellbad

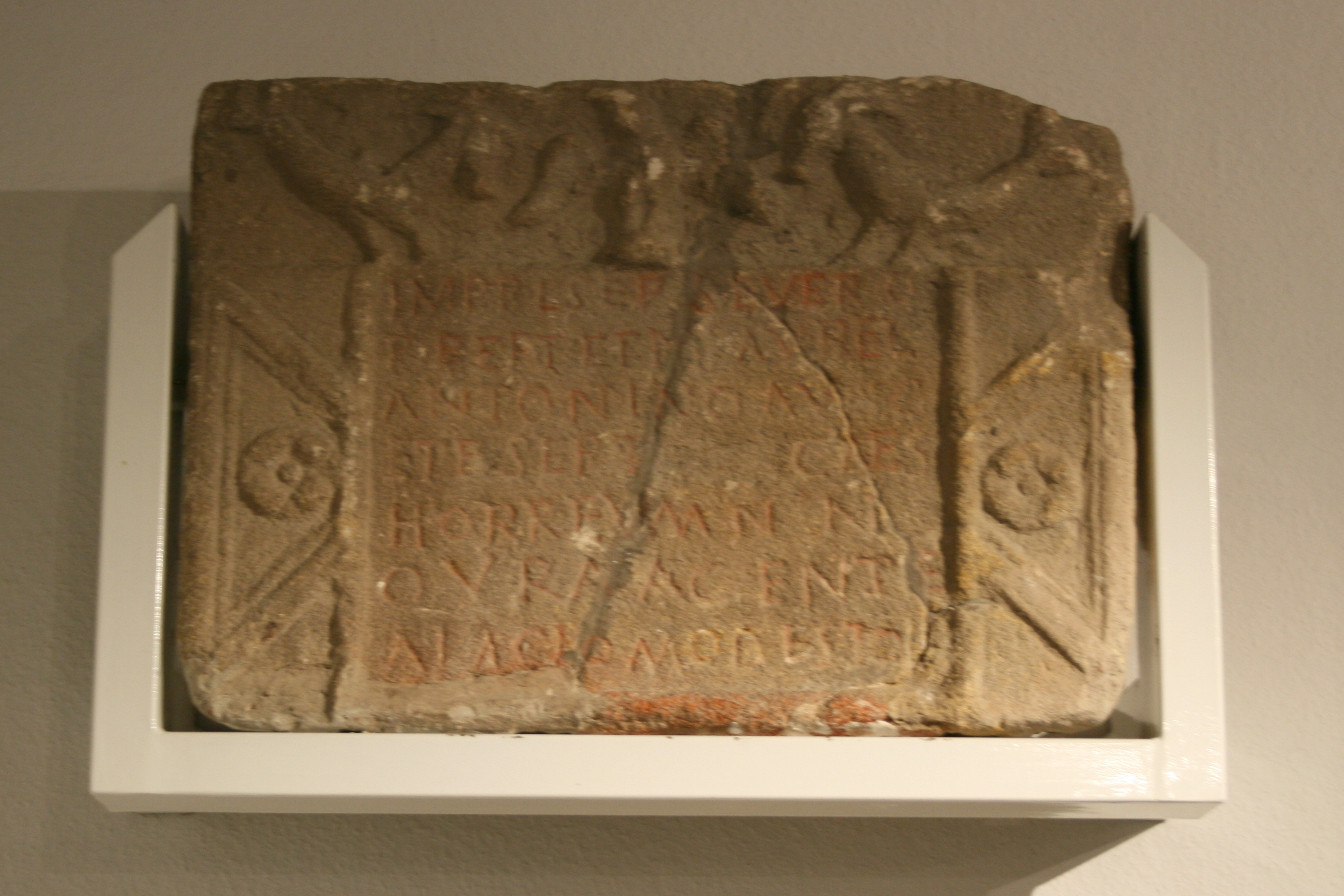
Bauinschrift vom horreum im Wetterau-Museum in Friedberg

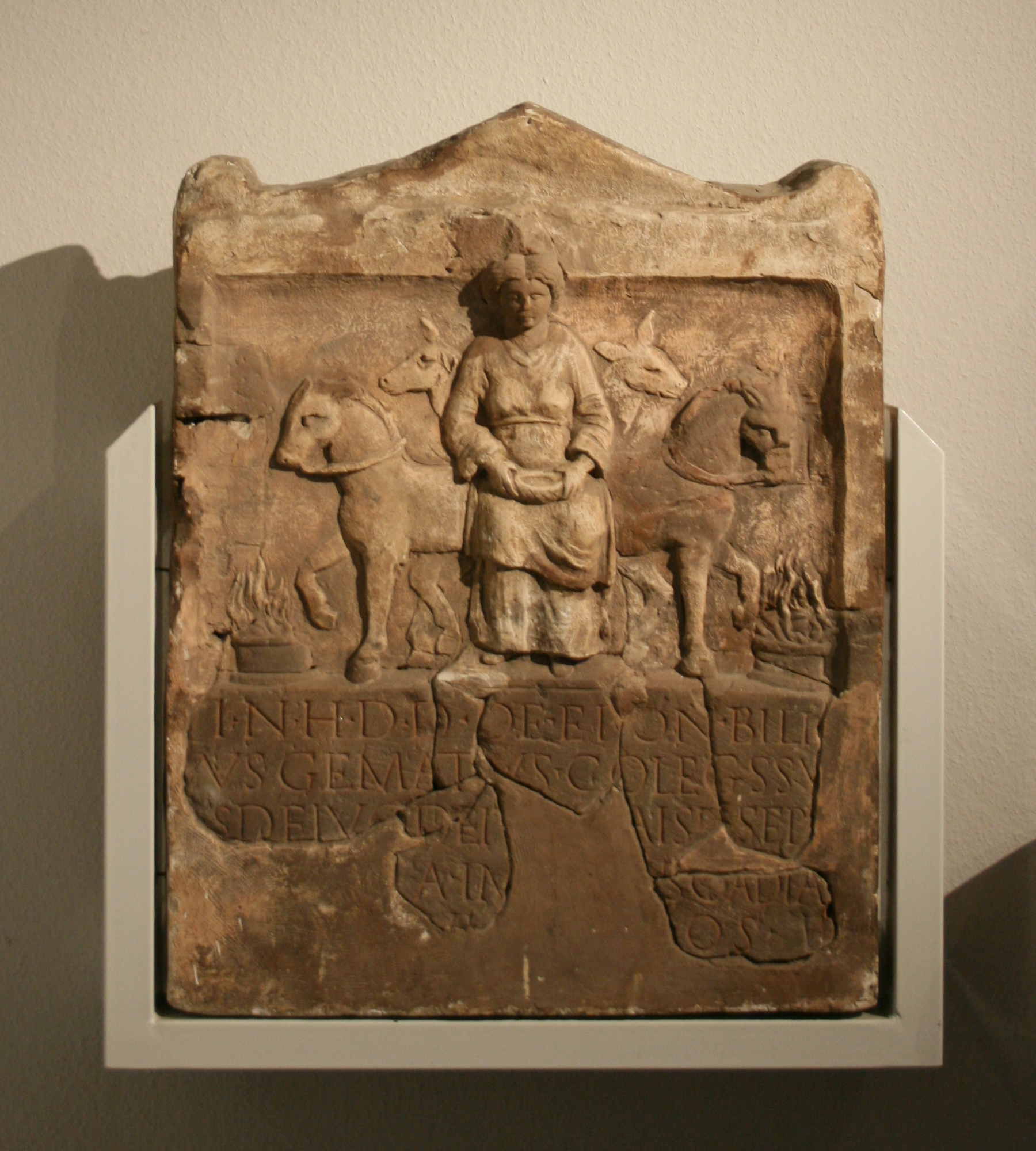
Epona-Relief

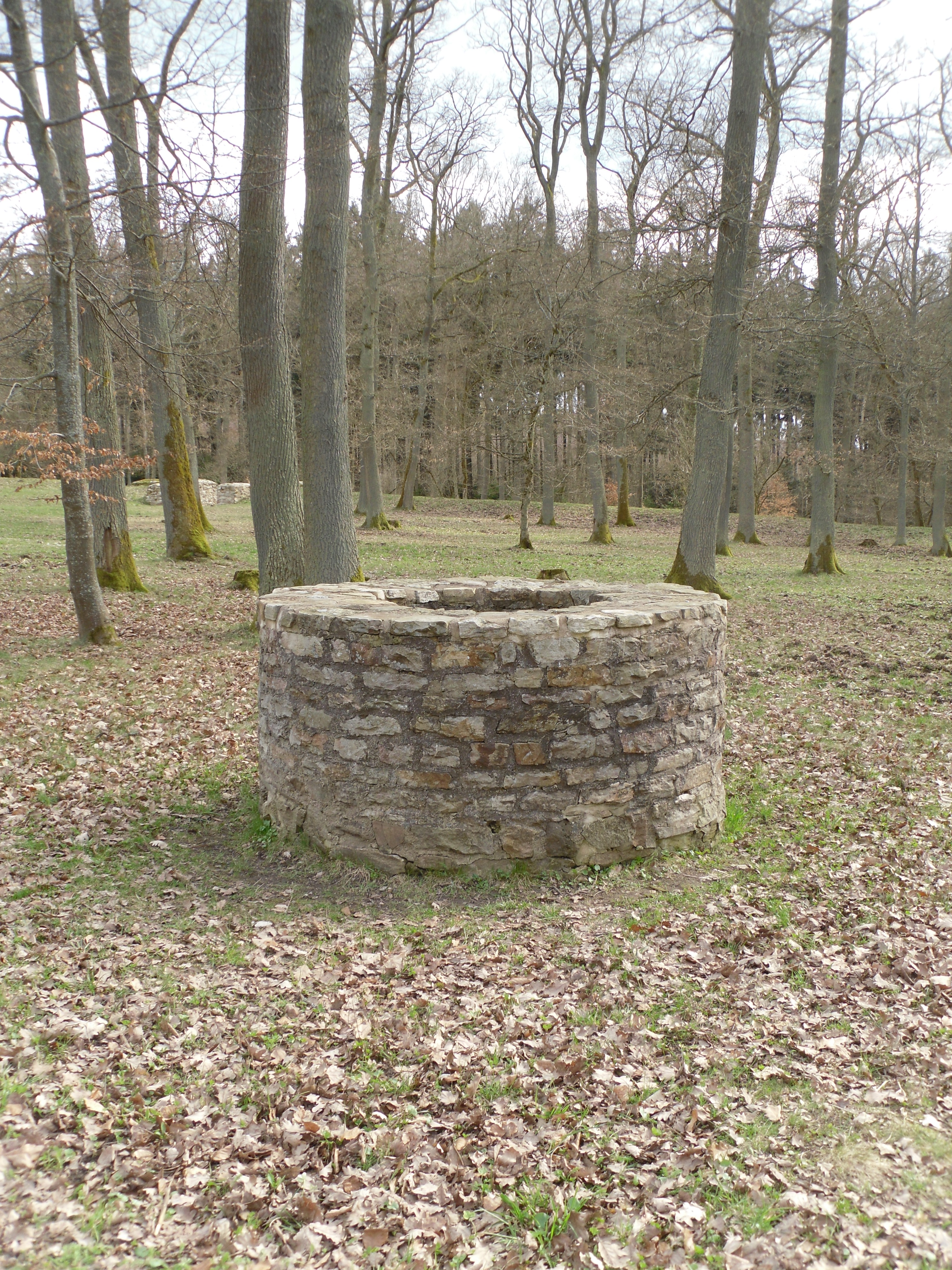
Steinerner Brunnenkranz

Das ehemalige römische Limes-Kastell Kapersburg im Taunus gehört zu den am besten erhaltenen römischen Militäranlagen des Obergermanisch-Rätischen Limes. Es beherbergte einen Numerus, als dessen Name in Folge einer Vermutung von Louis Jacobi und anderen lange angenommen worden war, dass er Numerus Nidensium laute und dass dessen Soldaten aus den Bewohnern des nahe gelegenen Vicus Nida rekrutiert worden seien. Marcus Reuter wies jedoch darauf hin, dass die Namen von Numeri üblicherweise vom Stationierungs-, nicht Rekrutierungsort abgeleitet wurden. Die Baugeschichte des Kastells weist seit dem Ende des 1. Jahrhunderts mehrere Bau- und Umbauphasen sowie Spuren eines Kastellvicus auf. Das Kastell wurde vermutlich kurz nach der Mitte des 3. Jahrhunderts im Rahmen des Limesfalls kampflos geräumt.

## Lage
Das Kastell Kapersburg liegt gut zwei Kilometer südwestlich des Steinkopfs an der westlichen Grenze des Wetteraukreises zum Hochtaunuskreis. Mit zweieinhalb und dreieinhalb Kilometern Entfernung befindet es sich relativ abseits der nächsten Ortschaften Pfaffenwiesbach, einem Ortsteil der Gemeinde Wehrheim, und Ober-Rosbach, einem Ortsteil der Stadt Rosbach vor der Höhe. Der Bereich des Taunus, in dem das Kastell liegt, wurde bereits in der römischen Zeit forstwirtschaftlich genutzt. Direkt neben dem Kastell befindet sich das Munitionsdepot Köppern.

## Geschichte
Das Kastell Kapersburg wurde frühestens in trajanischer Zeit, also ab 98, vielleicht aber auch erst um 130, angelegt. Die Münzreihe weist auf einen Beginn erst um die Mitte des 2. Jahrhunderts. Vorläufer war möglicherweise das Kleinkastell Ockstädter Wald (siehe weiter unten).
Auch das Ende der Anlage ist nicht sicher greifbar. Um die Mitte des 3. Jahrhunderts wurde vermutlich ein Teil der Besatzung abgezogen, da für diese Zeit ein Rückbau der Kastellanlagen nachweisbar ist: Die verbliebene Besatzung zog sich auf das nordöstliche Viertel der Anlage um das Getreidelager zurück, die äußere Wallanlage verfiel. An der Stelle der einstigen Halle der Principia entstand ein kleiner, quadratischer und beheizbarer Steinbau, vermutlich die Unterkunft des Centurios. Um den noch genutzten Abschnitt des Kastells abzuschließen, wurde eine Mauer zwischen diesem Steinbau und dem Nordtor gezogen.
Sein Ende fand das Kastell in Zeit der innen- und außenpolitischen sowie wirtschaftlichen Krise des Imperiums um die Mitte des 3. Jahrhunderts (Limesfall). Spuren für eine gewaltsame Zerstörung lassen sich allerdings nicht nachweisen. Die Münzreihe weist als Schlussmünze einen Antoninian des Postumus auf, ein weiterer Antoninian des Gallienus (geprägt 255/56 n. Chr.) fand sich im nördlichen Turm des Osttores.

## Anlage

### Erforschung
Das Kastell Kapersburg wurde bereits 1482 erstmals urkundlich als Karpesserburgk erwähnt. Die Herkunft des Namens ist nicht gesichert. Im 19. Jahrhundert und noch einmal in den 1940er Jahren gab es einige Erklärungsansätze, von denen sich jedoch keiner durchsetzen konnte.
1879 bis 1881 fanden erste archäologische Untersuchungen statt, zur systematischen wissenschaftlichen Erforschung kam es 1896/97, 1901 und 1905 durch die Reichs-Limeskommission (RLK). Weitere Freilegungs- und Konservierungsarbeiten erfolgten zwischen 1906 und 1914. Zuletzt wurde das Kastell im Zusammenhang mit der Anerkennung des Obergermanisch-Rätischen Limes als Weltkulturerbe im Jahr 2005 vollständig restauriert und das gesamte Kastellareal in einen Archäologischen Park umgewandelt.

### Kastell
Bei den Untersuchungen konnten insgesamt drei Bauphasen nachgewiesen werden:
- Holz-Erde-Kastell von ungefähr 0,8 Hektar Fläche, das zum Ende des 1. Jahrhunderts unserer Zeitrechnung erbaut worden war.
- Kastell mit Trockenmauerwerks-Umwehrung von rund 1,3 Hektar Fläche, etwa gegen die Mitte des 2. Jahrhunderts (späthadrianisch oder antoninisch) errichtet.
- Kastell mit Mörtelmauer von gut 1,6 Hektar Größe, das gegen Ende des 2. Jahrhunderts den Vorgängerbau ersetzt hat.

Bei den heute sichtbaren Mauerzügen handelt es sich um solche der letzten Ausbauphase.
Das in dieser Phase mit den Abmessungen von 134 × 122 Metern gut 1,6 Hektar große Lager besitzt einen rechteckigen Grundriss mit abgerundeten Ecken und vier Toren.
Die Kastellecken sind abgerundet, die Nordwestecke war als einzige mit einem Turm bewehrt. Die gesamte Umwehrung ist von einem einfachen Spitzgraben umgeben. Das Kastell ist mit der Porta praetoria (Haupttor) nicht direkt zum Limes, der die Kapersburg in etwa 60 Metern westlicher Entfernung passiert, sondern nach Norden auf das Kleinkastell Ockstädter Wald hin ausgerichtet. Bis auf die Porta decumana (Rückwärtiges Tor) sind alle Tore mit Doppeltürmen versehen.
Die Nord-Süd-Achse des Lagers ist asymmetrisch nach Westen hin verschoben, was dadurch verursacht wurde, dass man sich bei den Kastellerweiterungen an der Via praetoria und der Via principalis der älteren, kleineren Vorgängerbauten orientierte, das Lager also quasi einseitig nach Südosten hin wuchs.
Im so ebenfalls verschobenen Zentrum befanden sich die Principia (Stabsgebäude), von denen aber nur noch die Fundamente des Fahnenheiligtums (Aedes) und einiger Schreibstuben am Südrand des Gebäudes sichtbar sind. Darüber hinaus verfügten die Principia über eine Halle, die sich über die Via principalis erstreckte, und einige Nebengebäude, darunter die Waffenkammer. Die Principia waren ursprünglich in Fachwerkbauweise ausgeführt, die heute vorhandenen Steinfundamente stammen aus einer späteren Ausbauphase. In der Spätphase des Kastells wurde der nördliche und östliche Abschnitt abgerissen und überbaut. Vor allem das Fahnenheiligtum scheint aber bis zum Ende des Kastells verwendet worden zu sein, wie der Fund einer Geniusstatue aus dem 3. Jahrhundert zeigt. Weitere Mauern finden sich im nordöstlichen Viertel des Kastellinneren, hierbei handelt es sich um die Reste des Horreum (Getreidespeicher) und das Praetorium (Kommandantenwohnhaus). Das in Überresten heute sichtbare Horreum wurde 208 oder 209 über dem abgerissenen ursprünglichen Praetorium errichtet. Weitere Mauerreste in diesem Bereich gehören vermutlich zum Bad des Kommandanten. Alle anderen Innenbauten dürften aus Fachwerk bestanden haben und sind heute nicht mehr sichtbar.

## Garnison
Als Besatzung der Kapersburg konnte ein Numerus nachgewiesen werden. Der Beiname des Numerus ist mit Ausnahme des Anfangsbuchstabens N unbekannt. Die auf Louis Jacobi und andere Forscher zurückgehende Auflösung zu Numerus Nidensium und die Annahme, die Einheit sei im nahe gelegenen Nida (heute: Frankfurt-Heddernheim) rekrutiert worden, ist von Marcus Reuter mit dem Argument abgelehnt worden, dass Numeri üblicherweise nach ihrem Stationierungsort benannt waren; die Auflösung der entsprechenden Passagen in Inschriften aus Kapersburg zum Beinamen Nidensium sei zudem nicht überzeugend. Entschieden ist diese Kontroverse bislang nicht.
Verstärkt wurde der etwa 150 Mann starke Numerus durch eine kleine Reiterabteilung (Veredarii). Zu der berittenen Truppe passt der Fund eines Epona-Reliefs mit Inschrift, das sich heute im Wetterau-Museum befindet.

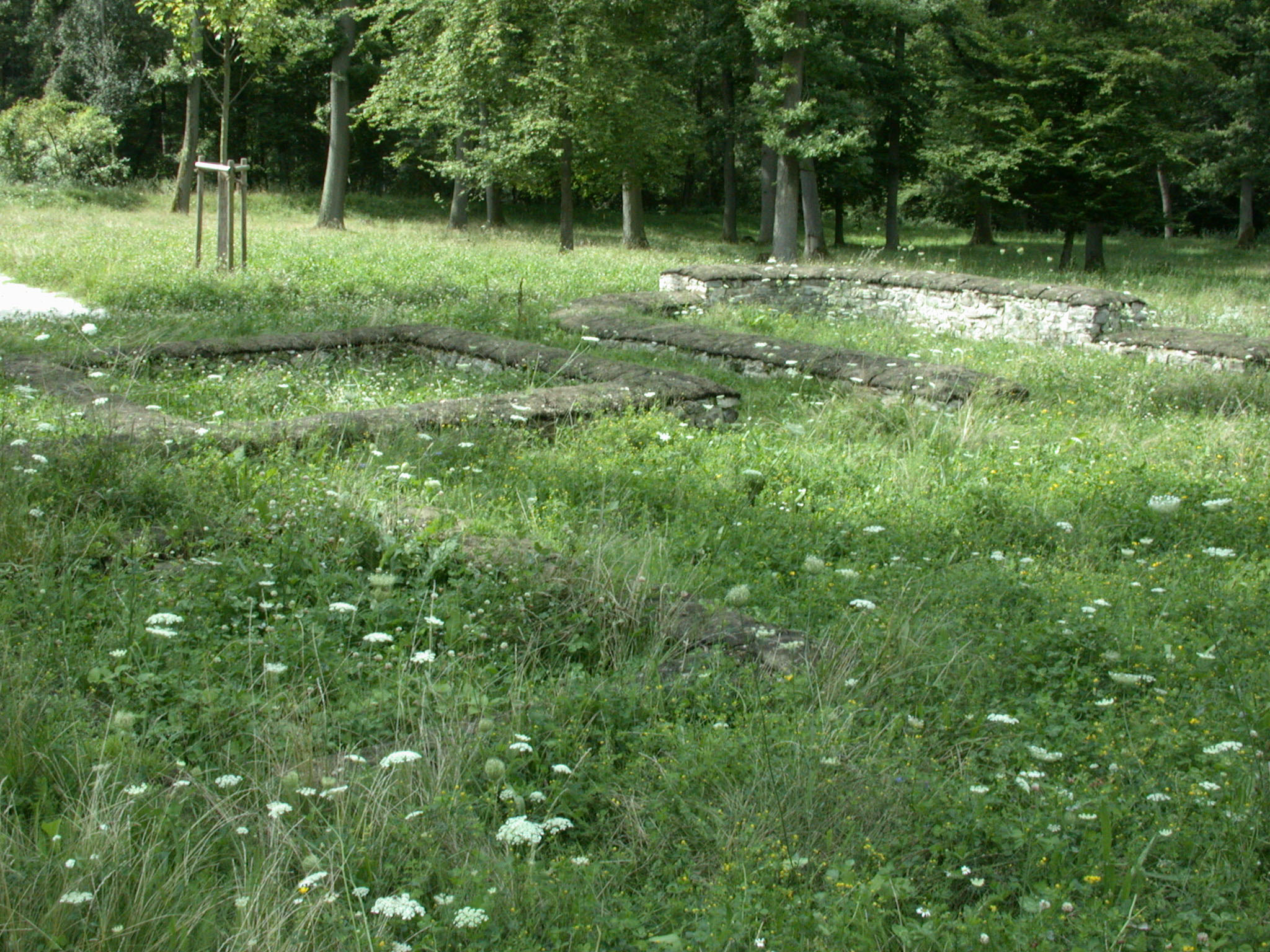
Fundament der Principia mit Apsis des Fahnenheiligtums
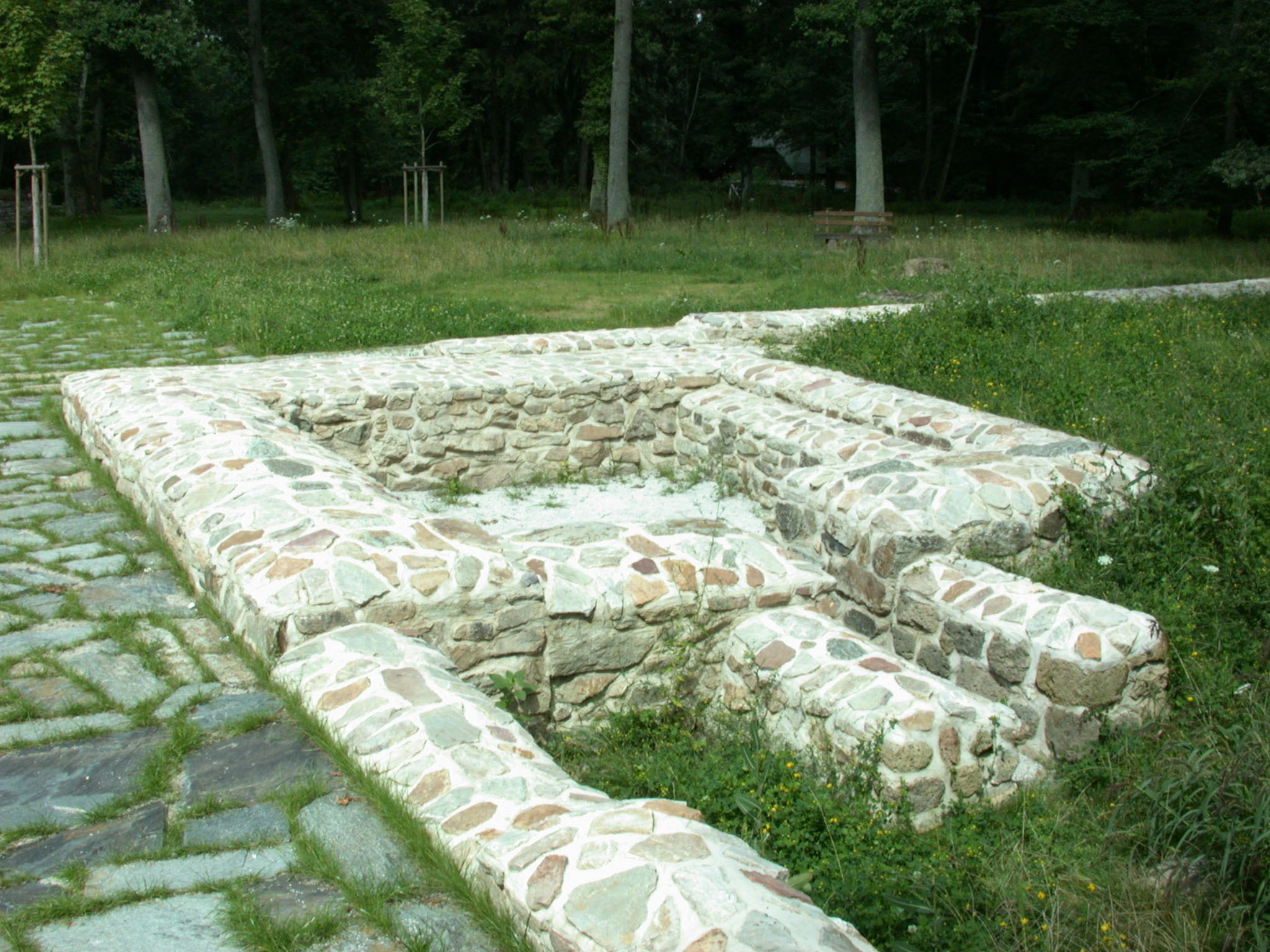
Steinfundament aus der letzten Bauphase des Kastells, vermutlich Kommandantenwohnung
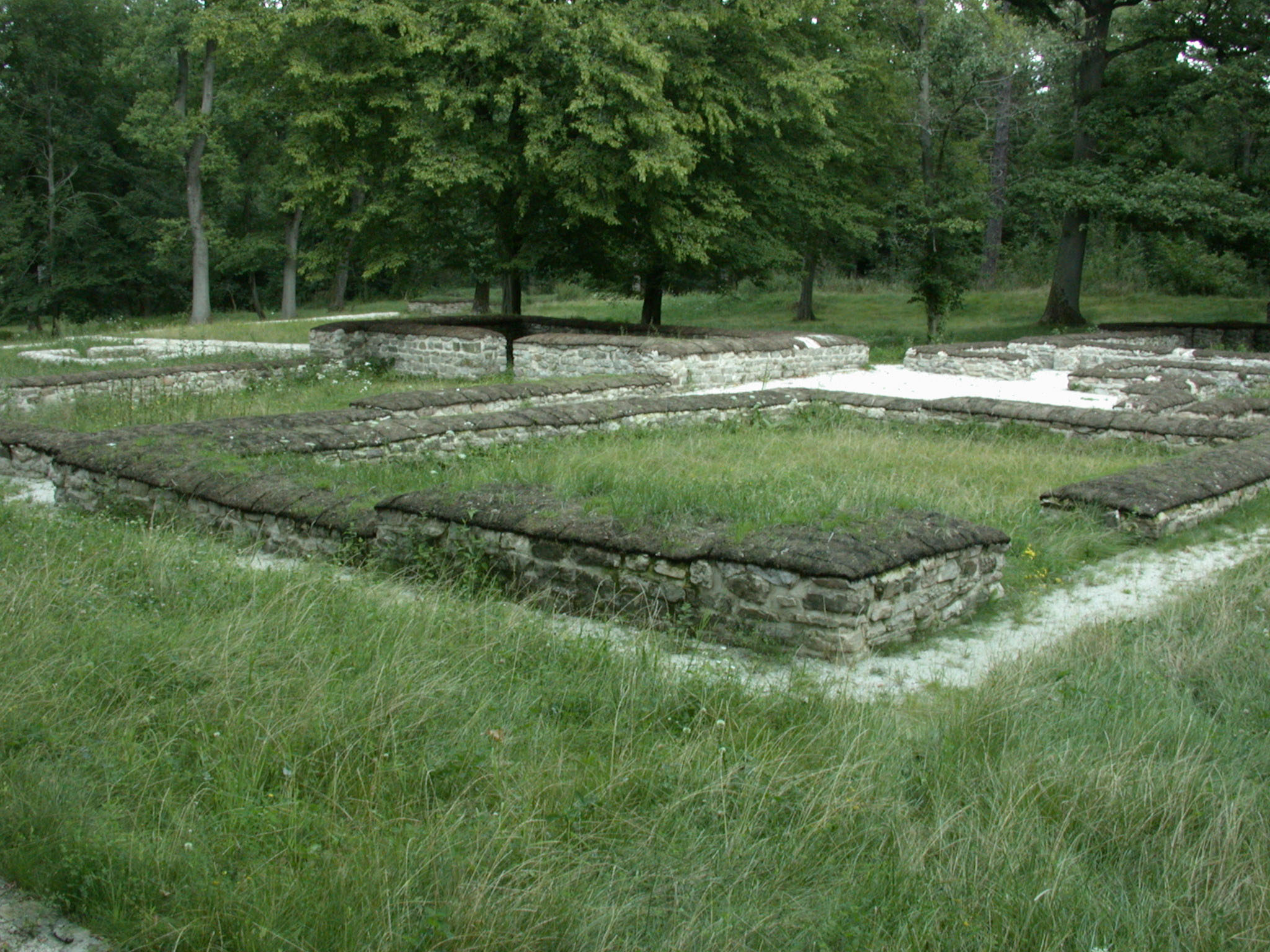
Fundament des Getreidelagers, im Hintergrund vermutete Fundamente des Kommandantenbades
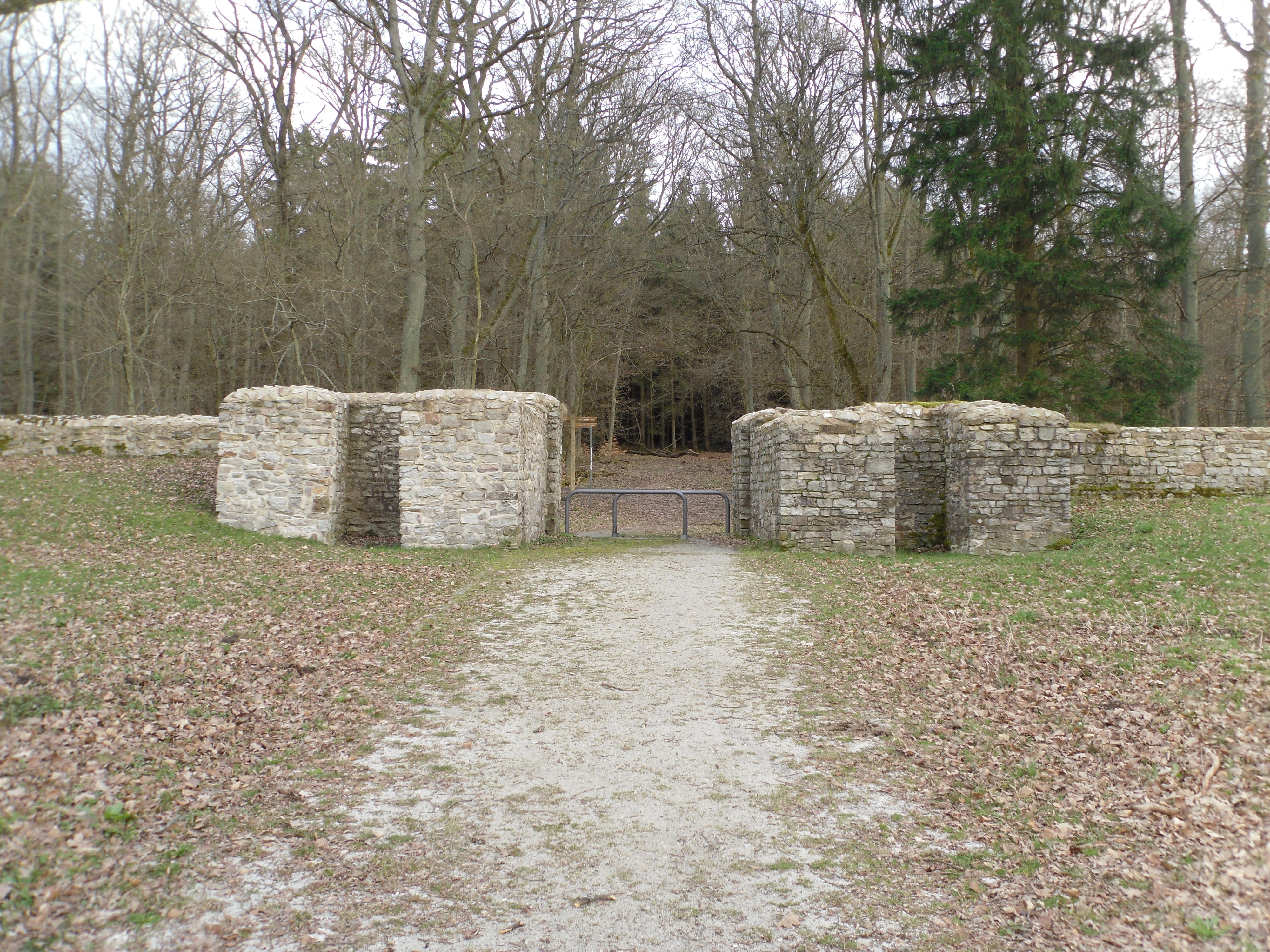
Fundament des Westtors, flankiert von zwei Wachtürmen aus der Perspektive vom Inneren der Anlage

## Kastellbad und Vicus
Zwischen Kastell und Limes befinden sich die sehr gut erhaltenen Fundamente des spätestens in der Mitte des zweiten Jahrhunderts erbauten Kastellbades, das ein schönes Beispiel für die einachsige Thermenarchitektur der Römer (sogenannter Reihentyp) darstellt. Das Apodyterium (Umkleideraum) hatte wohl aus Fachwerk bestanden und ist nicht mehr erhalten. Die Strukturen aller anderen Räume (ein Frigidarium (Kaltbad), zwei Tepidarien (Laubäder), ein Caldarium (Warmbad) und ein Sudatorium (Schwitzbad)) sind konserviert, so dass sich dem Besucher der Aufbau eines solchen Balineums sehr gut erschließt. Die einzelnen Abteilungen waren in der logischen Folge des Badeablaufs auf das Westtor des Kastells ausgerichtet. Die Energieversorgung der Badeanlage erfolgte über drei Praefurnien (Befeuerungsstellen), bis auf das Apodyterium und das Frigidarium wurden alle Räume über Hypokausten beheizt. Die Wasserversorgung wurde durch eine nahe gelegene, heute noch vorhandene Quelle sichergestellt.
Das weitläufige Gelände eines Vicus (Lagerdorf) sowie ein Gräberfeld konnten rund um das Kastell lokalisiert, in ihren vollständigen Abmessungen jedoch nicht erfasst werden. Der Vicus befindet sich schwerpunktmäßig auf der östlichen, dem Berg Saukopf zugewandten Seite des Lagers. Die Überreste sind nur mit geschultem Auge zu erkennen.

## Umgebung
Das Kastell Kapersburg war in römischer Zeit über den Limesweg, über Köppern wie auch über Ober-Rosbach aus der Civitas Taunensium zu erreichen. Der Verkehr über den Taunuskamm in das seit bandkeramischer Zeit relativ dicht besiedelte Usinger Becken konnte hier kontrolliert werden. Der alte Handelsweg aus Süd-Osten trägt heute noch die Bezeichnung „Hühnerpfad“ (in Köppern „Im Hahnereck“), was auf eine vorrömische Nutzung dieses Weges hinweisen könnte.
In nördlicher Richtung des in diesem Bereich gut erhaltenen Limesverlaufs befinden sich im Anschluss an das Kastell Kapersburg unter anderem noch zwei ehemalige Kleinkastelle und ein rekonstruierter steinerner Wachturm. Es handelt sich dabei um die Kleinkastelle Ockstädter Wald und Kaisergrube sowie um den Wachposten Auf dem Gaulskopf.
Das nur 700 Meter nördlich der Kapersburg gelegene Kleinkastell Ockstädter Wald war ein etwa 0,2 Hektar großes, eintoriges Holzkastell aus einer sehr frühen Bauphase des Limes. Das Tor des von einem einfachen Graben umgebenen Lagers war dem Limes abgewandt nach Südosten hin ausgerichtet. Das Kleinkastell Ockstädter Wald war nur über einen kurzen Zeitraum in Benutzung, möglicherweise war hier die Einheit stationiert, die später die Kapersburg errichtet hat. Nach der Aufgabe des Kastells wurde hier ein Wachturm errichtet, der als Wp 4/11 gezählt wird. Insgesamt konnten eine Holz- und zwei Steinbauphasen dieses Wachturms nachgewiesen werden. Die zweite Steinturmstelle weist einen sechseckigen Grundriss auf, möglicherweise Hinweis auf einen sehr seltenen sechseckigen Steinturm. Die Spuren dieser Anlagen sind noch als Geländeverformungen (Holzturmstelle) und als Schutthügel der Steinturmstellen gut erkennbar.
Gut zwei Kilometer weiter befand sich das Kleinkastell Kaisergrube, ein Lager von nur rund 730 Quadratmeter Größe, bei dem eine Holz- und eine Steinbauphase nachgewiesen werden konnten. Das Kastell ist durch ein benachbartes neuzeitliches Bergwerk beschädigt worden, aber noch gut im Gelände wahrnehmbar.
Auf der nördlich folgenden Höhe schließlich befindet sich der 1926 rekonstruierte steinerne Wachturm auf dem Gaulskopf (Wp 4/16). Hier wurden die Reste eines besonders hohen und beeindruckenden Limeswachturms gefunden und wiederhergestellt. Der beeindruckende Turm, von dem man eine hervorragende Aussicht genießen kann, gilt als einer der bestrekonstruierten Wachtürme des gesamten Limes. Der antike Originalturm war allerdings mit Sicherheit verputzt und dürfte zudem noch ein wenig höher gewesen sein.

## Denkmalschutz und Fundverbleib
Das Kastell Kapersburg und die umliegenden Limesanlagen sind als Abschnitt des Obergermanisch-Rätischen Limes seit 2005 Teil des UNESCO-Welterbes. Außerdem sind sie Bodendenkmale nach dem Hessischen Denkmalschutzgesetz. Nachforschungen und gezieltes Sammeln von Funden sind genehmigungspflichtig, Zufallsfunde an die Denkmalbehörden zu melden.
Funde aus den Grabungen sind im Wetterau-Museum in Friedberg ausgestellt.
Das Kastell Kapersburg ist eine Liegenschaft der Staatlichen Schlösser und Gärten Hessen.